# Гипотеза Варбурга

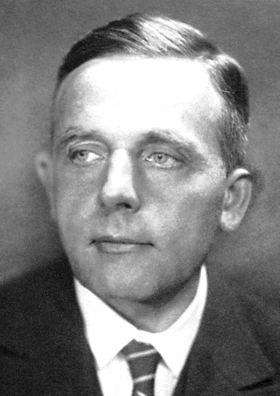
Отто Варбург, автор биохимической гипотезы рака.

Гипотеза Варбурга — считающаяся на данный момент ошибочной биохимическая гипотеза образования раковой опухоли. Её создал в 1924 году специалист по клеточной биохимии, будущий нобелевский лауреат Отто Варбург на основе наблюдаемого им эффекта, что раковые клетки, как и многие клетки, выращенные в пробирке, используют для энергообеспечения ферментацию глюкозы даже в присутствии достаточного количества кислорода. Варбург утверждал, что этот эффект является первопричиной заболевания. Последующие исследования показали, что раковые клетки могут иметь любой тип энергообеспечения, в том числе и свойственный нормальным клеткам, а эффект считается следствием, а не причиной злокачественной трансформации клеток.

## Гипотеза
Гипотеза предположена Отто Варбургом в 1924 году. Он предположил, что рак, злокачественная опухоль и опухолевый рост обусловлены тем, что опухолевые клетки в основном получают энергию (например, в виде аденозинтрифосфата) бескислородным гликолизом. В отличие от них, «здоровые» клетки генерируют энергию за счёт окисления пировиноградной кислоты. Пировиноградная кислота является конечным продуктом гликолиза и окисляется в митохондриях. Следовательно, по мнению Варбурга, раковые клетки возникают вследствие снижения митохондриального дыхания. Варбург наблюдал у нормальных и раковых клеток принципиальное различие в соотношение использования бескислородного и кислородного гликолиза. Это наблюдение стало известно как эффект Варбурга.
По современным данным, рак вызывают мутации и изменение экспрессии генов в процессе злокачественной трансформации клеток, приводя к их неконтролируемому росту. Метаболические различия, наблюдавшиеся Варбургом, являются адаптацией раковых клеток к недостатку кислорода внутри твёрдых опухолей и во многом являются результатом тех же мутаций в онкогенах и генах-супрессорах опухолей, которые вызывают другие аномальные характеристики раковых клеток. Таким образом, эффект Варбурга является не столько первопричиной, как он утверждал, сколько одним из характерных эффектов вызывающих рак мутаций.
Варбург сформулировал свою гипотезу в статье, озаглавленной The Prime Cause and Prevention of Cancer («Основная причина рака и его предотвращение»), которую прочёл на встрече лауреатов Нобелевской премии 30 июня 1966 года в Линдау, Боденское озеро, Германия. В этой речи Варбург представил дополнительные доказательства в поддержку своей гипотезы, что повышенное анаэробное дыхание раковых клеток является следствием повреждения или недостаточного дыхания. По его словам, «основная причина рака — это замена дыхания кислородом в нормальных клетках тела на ферментацию сахара». В 1950—1970-е годы эта гипотеза имела большую популярность, однако последующие исследования показали, что раковые клетки могут иметь любой тип энергообеспечения, в том числе и свойственный нормальным клеткам.
Организм часто уничтожает повреждённые клетки путём апоптоза — механизмом саморазрушения, который задействует митохондрии, но этот механизм не работает в раковых клетках, где митохондрии отключены. Восстановление активности митохондрий в раковых клетках позволяет перезапустить апоптоз.

## Современные исследования
Большое число учёных посвятили и посвящают свои усилия изучению эффекта Варбурга, с которым тесно связана гипотеза. С 2000 по 2015 год почти 18 тысяч публикаций затрагивали эффект Варбурга. Большая часть функций эффекта Варбурга стало объектом исследований.